# Malacóstracos

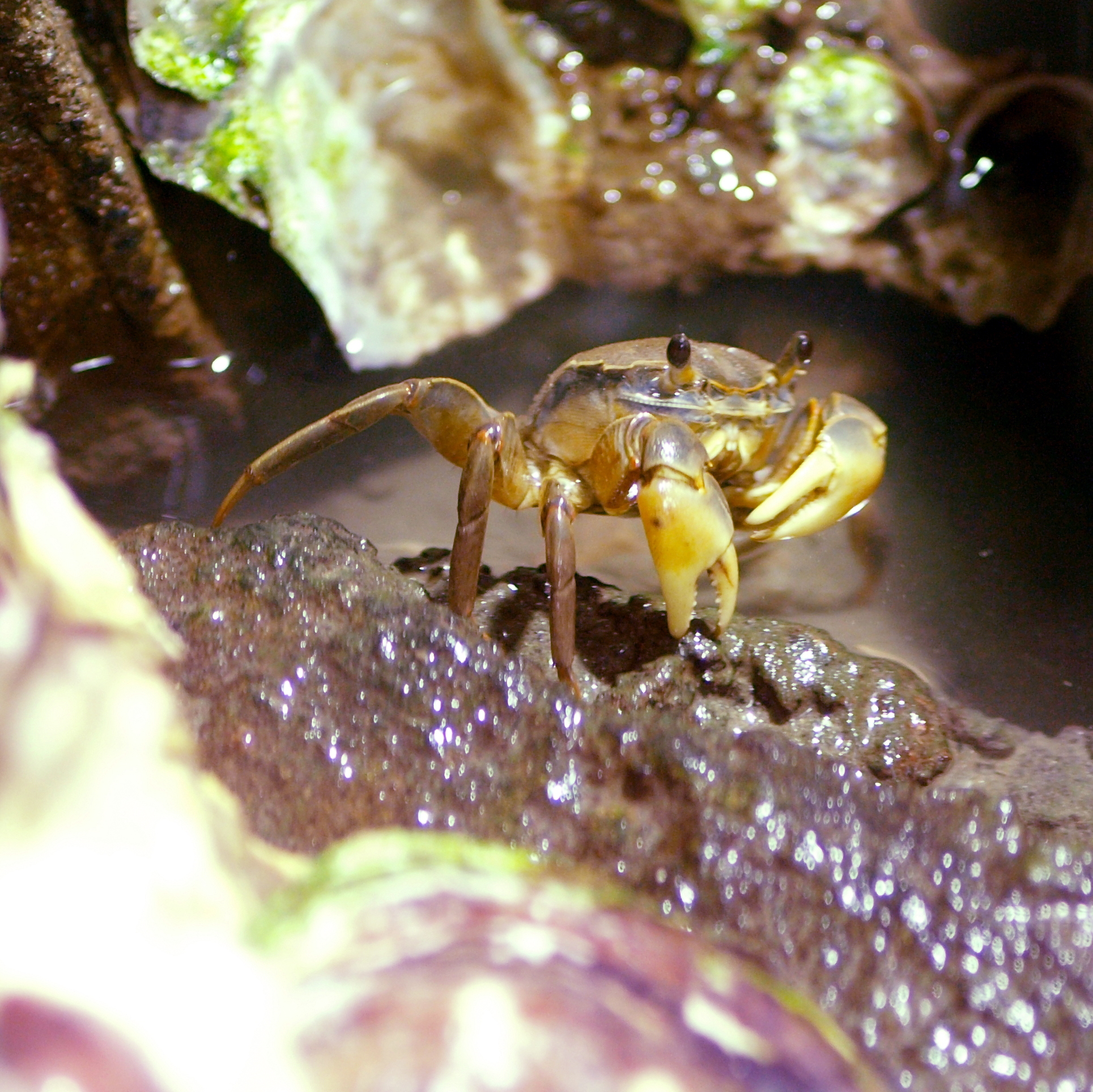
Chiromantes haematocheir (Decapoda; Família Sesarmidae)

Malacóstracos (Malacostraca) é uma classe do subfilo Crustacea, pertencente ao filo Arthropoda, com aproximadamente 40.200 espécies, sendo que grande parte destas é de conhecimento popular, como exemplo os caranguejos, lagostas, camarões e o krill.
A maioria das propostas de classificação divide as espécies de Malacostraca em três subclasses, sendo estas: Eumalacostraca, Hoplocarida e Phyllocarida. No entanto, a subdivisão dos Malacostracos em subclasses ainda é um tema a ser debatido onde não se tem certeza se os Hoplocarida seriam um grupo separado ou se estes se encontram dentro da subclasse dos Eumalacostracas, neste verbete iremos considerar os Hoplocarida como uma superordem de Eumalacostraca.
Algumas características morfológicas são importantes na determinação dos Malacostracos, como:
- Corpo formado por 19 ou 20 segmentos, sendo o segmento cefálico com 5 mais o ácron, o tórax com 8 e o pléon com 6 segmentos, com exceção de Leptostraca que possui 7 segmentos no pléon.[2][3]
- Posição definida dos gonóporos, sendo os femininos no sexto tarcômero e os masculinos no oitavo.[3]
- Antênulas e antenas geralmente birremes.[2]
- Segmentos abdominais com apêndices birremes.[4]

## Etimologia
O nome Malacostraca, criado pelo zoólogo francês Pierre André Latreille em 1802, tem origem grega onde μαλακός (malakós) significa macio e ὄστρακον (óstrakon) significa concha, sendo assim o grupo seria caracterizado por uma concha macia. No entanto este nome não representa a verdadeira natureza destes organismos já que eles apresentam, na verdade, a carapaça macia somente no momento seguinte à muda, sendo que no restante do tempo essa carapaça é rígida.

## Classificação
Malacostraca é uma das cinco classes dentro do filo Crustacea, a subdivisão dessa classe ainda não está completamente definida, havendo muita discordância entre os autores, porém a sua monofilia é amplamente aceita. Abaixo, está apresentada a divisão segundo Richard Brusca no livro Invertebrados:
- Sub-classe Phyllocarida

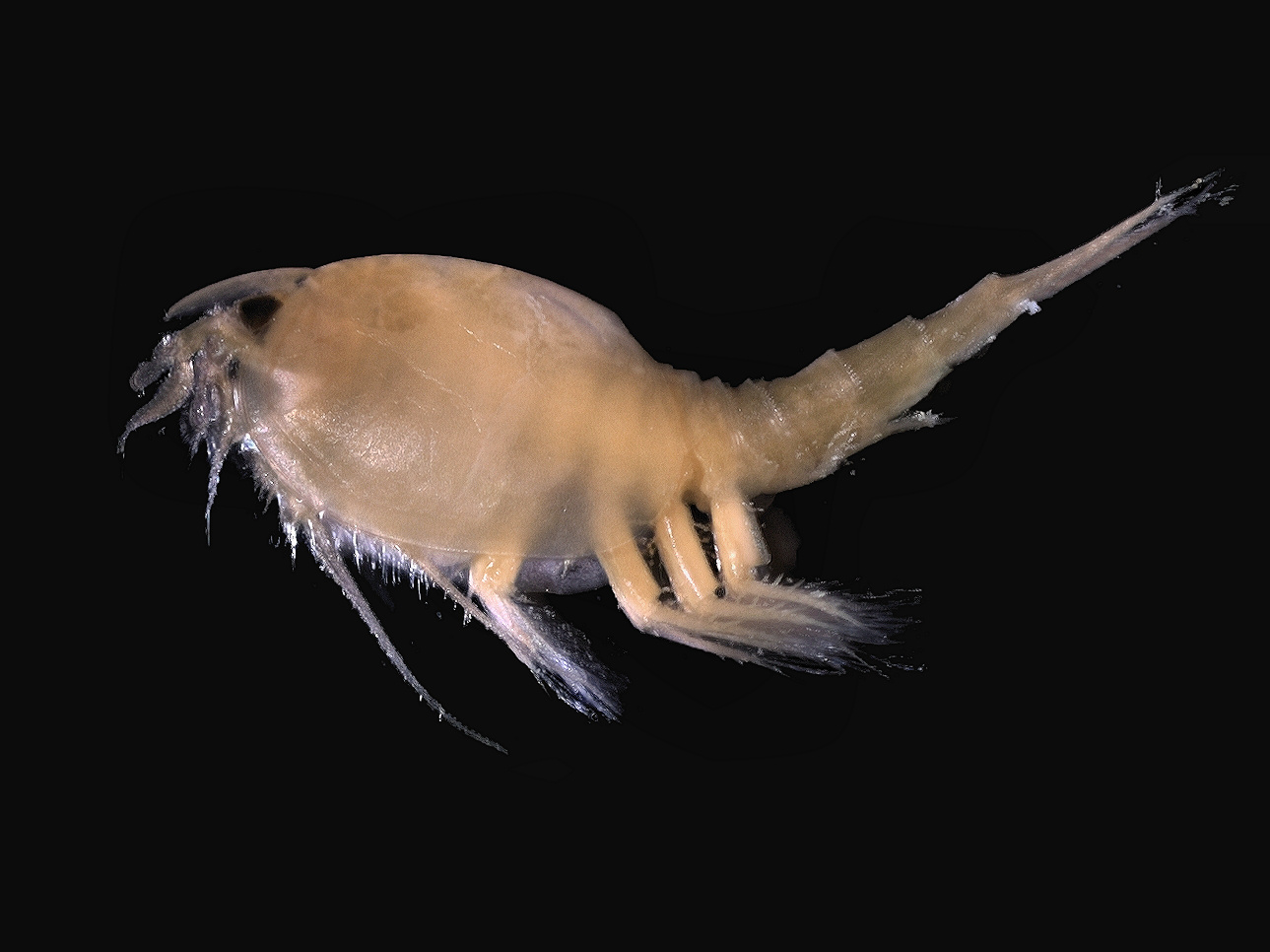
Nebalia bipes (Leptostraca)

- Ordem Leptostraca: Inclui cerca de 40 espécies, sendo considerado um grupo basal dentro de Malacostraca. No geral, são organismos pequenos, podendo variar entre 5 e 15 mm de comprimento, sendo que a espécie Nebaliopsis typica pode chegar aos 5 cm de comprimento, sendo equivalente a um gigante dentro dessa ordem. Todos os Leptostracos são marinhos, sendo que a maioria deles é epibentônica, e algumas espécies parecem ocorrer em ambientes de oxigenação baixa. São, em sua grande maioria, filtradores ou suspensívoros que vasculham os sedimentos acumulados no fundo do mar. Entretanto alguns são carnívoros saprofágos ou ainda detritívoros. Eles possuem uma carapaça ampla, comprida lateralmente que cobre o tórax, formando uma "concha bivalve" não articulada com um músculo adutor. Esse grupo apresenta as características típicas dos Malacostracos, exceto pela presença marcante de sete pleômeros livres em vez de seis.

- Sub-classe Eumalacostraca

- Superordem Hoplocarida

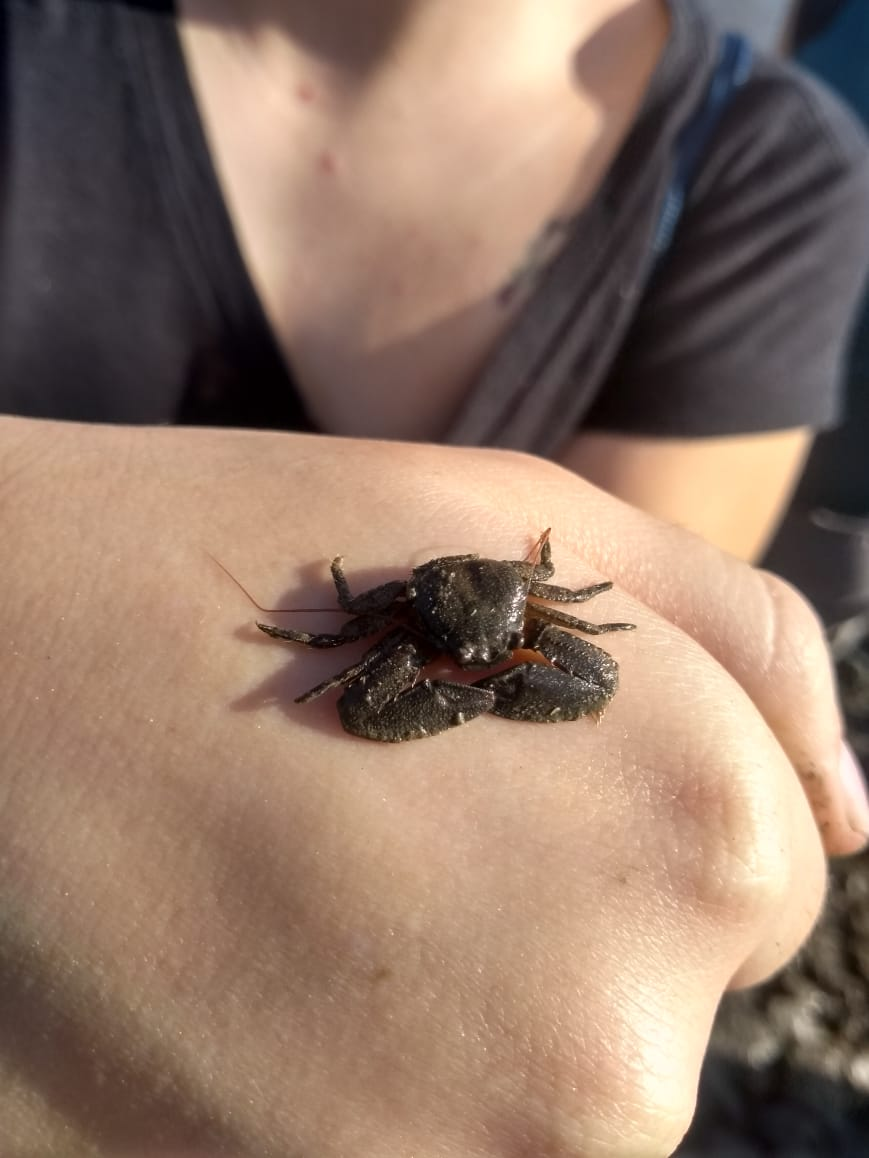
Petrolisthes sp. (Decapoda; Anomura; Porcellanidae)

  - Ordem Stomatopoda: Possui cerca de 500 espécies viventes também conhecidos como tamburutacas ou tamarutacas. Se comparado com a maioria dos Malacostracos, seu abdômen é musculoso e notavelmente espesso e robusto. São encontrados em ambientes marinhos tropicais ou subtropicais vivendo em tocas escavadas, em rachaduras ou fendas e são carnívoros bem-sucedidos de peixes, moluscos, cnidários e até de outros crustáceos.

- Superordem Syncarida: Cerca de 285 espécies descritas, representando um grupo-chave na evolução dos Eumalacostracos como seu táxon mais primitivo da fauna atual. Nadam ou rastejam, e embora existam poucas informações sobre a maioria da biologia das espécies, nenhum Sincárido é marinho.
  - Ordem Anaspidacea: Apresentam apenas um par de maxilípedes e uma distribuição estritamente de florestas gonduânicas habitando ambientes de água doce, como superfícies de lagos abertos, riachos, lagoas e tocas de lagostim.
  - Ordem Bathynellacea: Se diferenciam dos Anaspidaceos por não apresentarem maxilípedes e ocorrem em habitats de águas subterrâneas e intersticiais no mundo inteiro.

- Superordem Eucarida: Os representantes deste grupo, apesar de serem altamente diversificados, apresentam um cefalotórax característico com uma carapaça completamente fundida com  todos os segmentos torácicos.
  - Ordem Euphausiacea: Composto por aproximadamente 90 espécies ocorrendo em todos os ambientes oceânicos. São espécies pelágicas e gegrárias, ocorrendo em grandes cardumes (Krill). Suas principais características são: ausência de um maxilípede, brânquias não recobertas pela carapaça e pereópodes birremes. Em geral, os Eufasiáceos são suspensívoros, embora também possa haver predação e detritivoria.

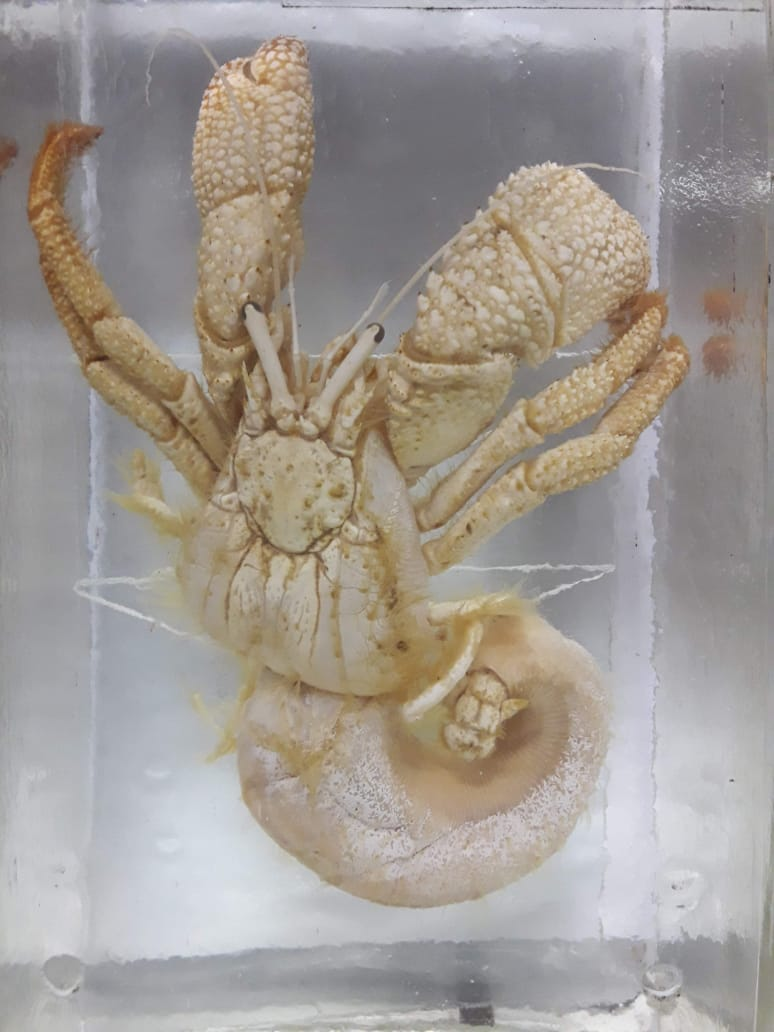
Ermitão (Pleocyemata, Anomura)

  - Ordem Amphionidacea: Esta ordem possui uma única espécie conhecida, Amphionides reynaudii, encontrado no plâncton marinho do mundo inteiro em profundidades de até 1.700 metros.
  - Ordem Decapoda: Composto pelas espécies mais conhecidas de crustáceos, reconhecidos como algum tipo de camarão, caranguejo, lagosta ou lagostim, com cerca de 18.000 espécies ocorrendo em todas as profundidades dos ambientes aquáticos e até mesmo terrestres. Se diferem de outras espécies de Eucarida por sempre possuírem três pares de maxilípedes e cinco pares de pereópodes, dando o nome ao grupo. As estratégias alimentares dos decápodes incluem suspensivoria, predação, herbivoria, saprofagia e outras mais. Além disso, esta ordem pode ser dividida em duas subordens: Dendobranchiata e Pleocyemata, que possui entre suas 11 infraordem: Branchyura e Anomura.

- Superordem Peracarida: Com cerca de 25.000 espécies, representam um grupo de crustáceos muito bem sucedidos ocorrendo em habitats diversos, sendo a maioria marinha, porém com alguns representantes terrestres e de água doce, além de várias espécies que vivem em fontes termais com temperaturas entre 30 e 50°C.

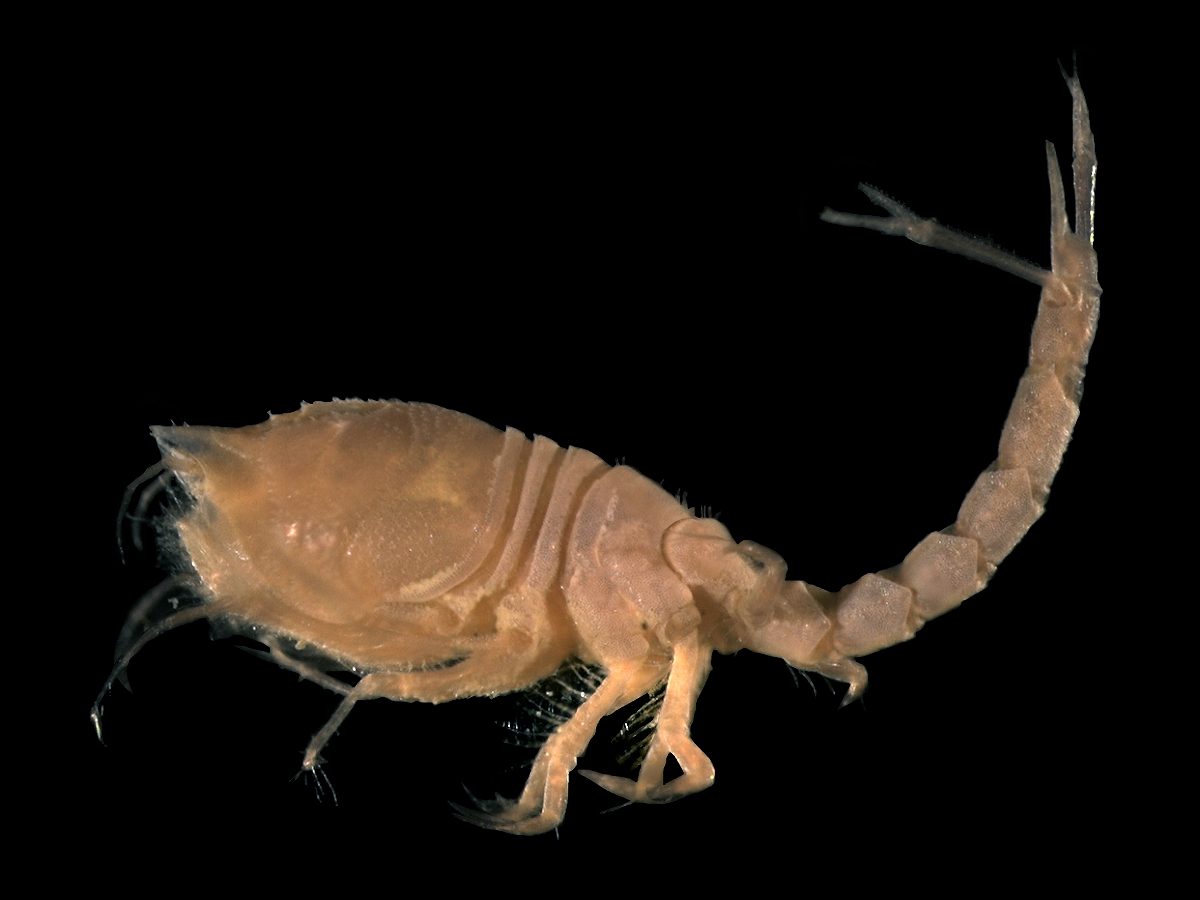
Diastylis bradyi (Cumacea)

  - Ordem Mysida: Com cerca de 1.050 espécies de morfologia externa semelhante aos camarões, variando de 2 mm a 8 cm de tamanho e encontrados em todas as profundidades oceânicas ou até mesmo na região entremarés.
  - Ordem Lophogasrtida: Suas 60 espécies possuem grande variedade de tamanhos (a maioria medindo entre 1 e 8 cm de comprimento, embora algumas espécies cheguem a 35 cm) e com uma ampla distribuição oceânica.
  - Ordem Cumacea: Incluem cerca de 1.000 espécies no mundo inteiro entre 0,5 e 2 cm de comprimento, sendo a maioria marinha, ainda que sejam conhecidas algumas espécies de águas salobras.
  - Ordem Tanaidacea: A maioria das 1.500 espécies conhecidas é de pequeno tamanho vivendo em habitats bentônicos marinhos do mundo inteiro, em águas salobras ou praticamente doces. Os membros dessa ordem são conhecidos em todo o planeta.
  - Ordem Mictacea: Esta ordem apresenta apenas 6 espécies conhecidas, geralmente muito pequenos e vivendo em águas de cavernas.
  - Ordem Spelaeogriphacea: Possui apenas 4 espécies conhecidas, sendo ainda muito pouco conhecido sobre a sua biologia.
  - Ordem Thermosbaenacea: Possui aproximadamente 34 espécies conhecidas, sendo uma delas, Thermosbaena mirabilis, encontrada em fontes hidrotérmicas de água doce na América do Norte, onde vive sob temperaturas acima de 40°C.
  - Ordem Isopoda: Incluem cerca de 10.500 espécies marinhas, dulcícolas e terrestres, cujo comprimento varia de 0,5 a 500 mm. Além disso, alguns grupos como Epicaridea e Flabellifera são parasitas.

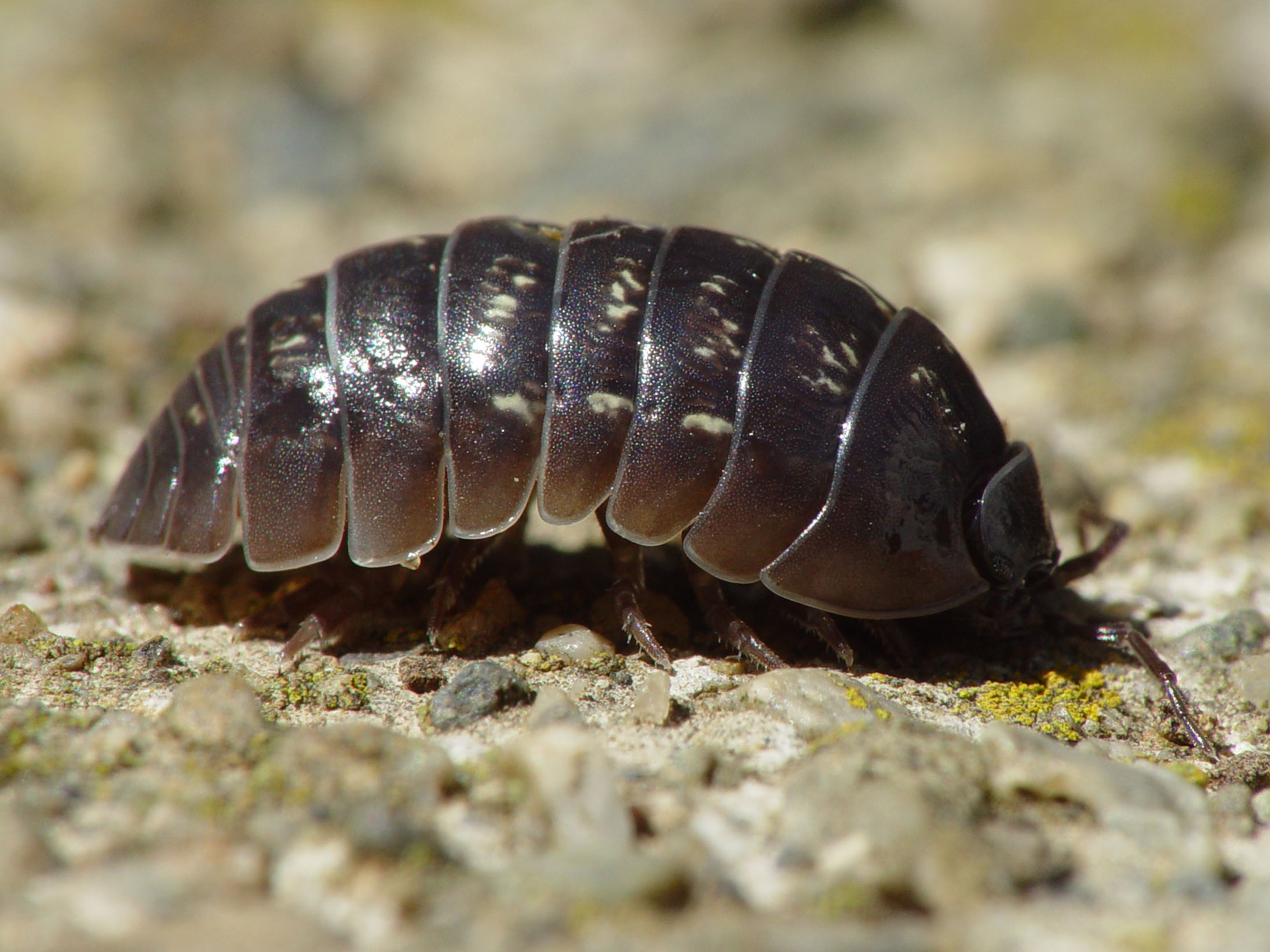
Armadillidium vulgare (Isopoda)

  - Ordem Amphipoda: As cerca de 11.000 espécies apresentam grande variação de tamanho, desde animais minúsculos de 1 mm até espécies bentônicas gigantes de 29 cm de comprimento. Os animais estão distribuídos na maioria dos habitats marinhos e de água doce, constituindo uma porção expressiva da biomassa em muitas áreas. Os isópodes e os anfípodes compartilham muitas características e são frequentemente considerados intimamente relacionados.

## Registro fóssil
Em comparação com outros grupos de crustáceos, a classe Malacostraca possui o maior e mais completo registro fóssil de todos, especialmente devido à presença de um exoesqueleto passível de fossilização. Acredita-se que esta classe tenha um ancestral em comum, e que durante o carbonífero os representantes de distintos grupos dos Malacostracos, embora distinguíveis entre si, estivessem bem próximos uns dos outros remetendo a um ancestral generalizado, sendo que, provavelmente, esse Malacostraco primitivo possuía 15 segmentos em seu tronco.
Esses animais restringiram-se às águas tropicais de Laurência até a formação de Pangeia no Permiano, quando então se dispersaram pelo mundo. E de maneira geral, é no Paleozoico que surge uma grande variedade de Phyllocarida, Hoplocarida, e Eumalacostraca primitivos, como veremos abaixo.

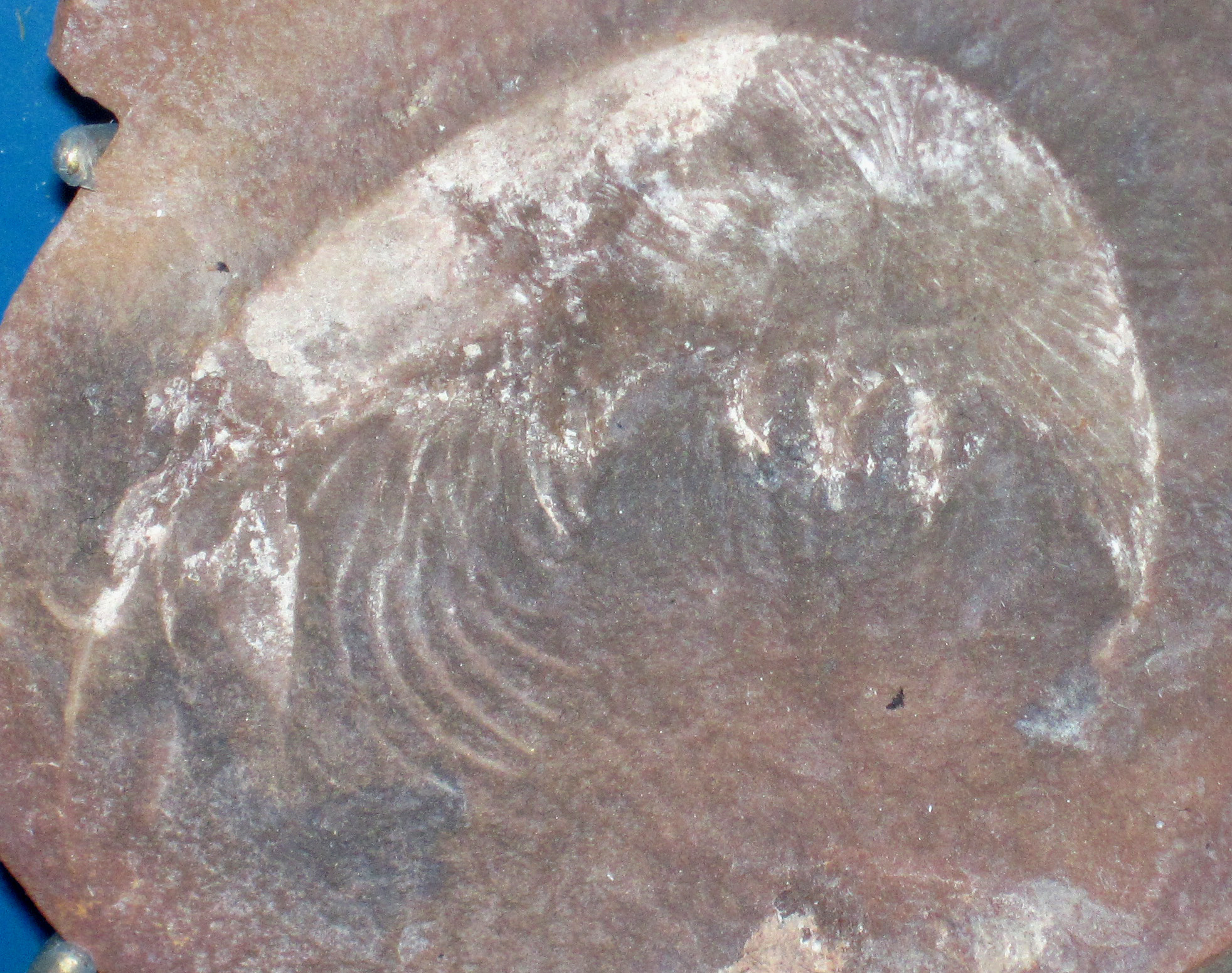
Fóssil de Kallidecthes (gênero extinto de Malacostraca)

Sabe-se que a tendência evolutiva deste grupo é complexa e não derivou de apenas uma radiação adaptativa, sendo assim é possível dizer também que atualmente existem alguns grupos que são considerados como verdadeiros “fósseis vivos”, como os Nebaliidae (ordem Leptostraca) e Syncarida. Esses animais devem sua sobrevivência às combinações ecológicas excepcionais, enquanto que muitos outros Malacostracos já foram extintos.
Alguns pesquisadores acreditam, com base em evidências tanto morfológicas quanto paleontológicas, que na ordem Leptostraca esteve o representante mais primitivo da fauna atual dos Malacostracos, já que as evidências contidas no registro fóssil indicam que os representantes mais antigos desta ordem viveram no Período Cambriano, quando os Malacostracos começaram a se diferenciar. Provavelmente os Leptostracos são também muito semelhantes ao primeiro crustáceo ancestral.
Os Malacostracos primitivos herdaram uma diferenciação do tegumento em carapaça e abdômen sendo que ao longo da evolução, alguns grupos seguiram a tendência de consolidar essa característica, enquanto outros seguiram o caminho de volta à segmentação uniforme.
Grupos como Hoplocarida são conhecidos desde o Devoniano superior enquanto outros grupos dentro de Eumalacostraca são conhecidos desde o carbonífero inferior e possivelmente, desde o Devoniano médio. É possível que a Laurência tenha sido um lugar que vislumbrou uma tremenda radiação de Hoplocarida e Eumalacostraca durante o Carbonífero, quando novos habitats foram ocupados. Sendo assim, todos os Eumalacostracos são considerados derivados de um ancestral que possui os caracteres morfológicos descritos como "faces caridóides". Alguns pesquisadores sugeriram, também, que os Sincáridos pudessem incluir o plano corpóreo dos Eumalacostracos vivos mais primitivos.

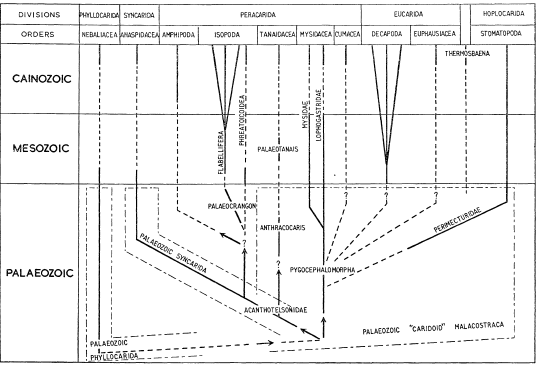
Evolução da classe Malacostraca no registro fóssil.

Grupos como Mysida e Euphausiacea são bem conservados desde o seu surgimento até hoje, apresentando como característica a falta de diferenciação funcional.  Já em Isopoda e Amphipoda, a carapaça é gradualmente reduzida e a segmentação externa do corpo torna-se quase perfeitamente uniforme, sendo que esses animais adquiriram um modo de vida de associação gradual ao substrato.
É apenas no Mesozóico que se consolida a base da composição geral dos Malacostracos, sendo dominada pela radiação anatômica das superordens Peracarida e Eucarida. Do Devoniano médio até o Triássico, os fósseis encontrados são Malacostracos maiores e os grupos marinhos presentes no Paleozóico parecem ter sido suplantados após a extinção do Permiano-Triássico por animais primitivos e intermediários dos Decápodes.
Uma verdadeira evolução ocorre, progressivamente, na ordem Decapoda, resultando em um aumento expressivo do conjunto de adaptações presentes. Essa evolução é direcionada para a diferenciação e aumento da importância funcional da carapaça e dos toracópodes. Os representantes desta ordem aparecem no começo da Era Mesozóica e se diversificam intensamente até a fauna atual.
Muitos dos grupos de camarões característicos do Paleozóico eram restritos em sua distribuição no Devoniano e no Carbonífero, e se dispersaram com a formação da Pangeia, ficando restritos aos habitats de água doce de Gondwana, enquanto os Malacostracos evoluíram nos habitats marinhos e tropicais de Pangeia, a partir de populações que tinham sido elementos menores na fauna paleozóica.

## Morfologia geral

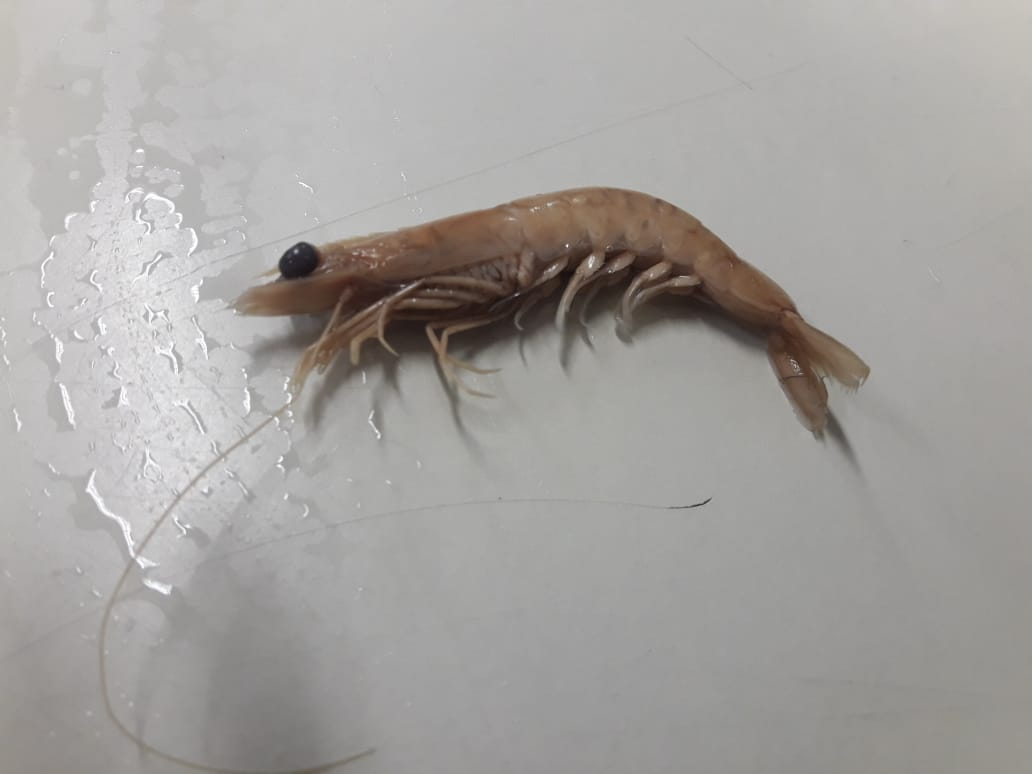
Camarão rosa (Decapoda; Penacoidae).

Embora seja difícil abranger a diversidade de formas entre os malacostracos, existem algumas características morfológicas que todos (ou ao menos a maior parte) dos grupos apresentam, que são:
- Corpo com 19 a 20 segmentos (sendo 6 segmentos cefálicos; 8 torácicos; 6 ou 7 no pléon mais o télson);
- Primeiro par de antenas multirreme (geralmente birreme);
- Segmentos abdominais com apêndices birremes;
- Olho naupliar com quatro ocelos;
- Endopoditos nas pernas torácicas são estenopódios;
- Último par de apêndices abdominais modificados em urópodes;
- Esses urópodes, quando presentes, geralmente são amplos e achatados e estão situados ao longo do télson largo formando um leque caudal;
- A carapaça recobre parte ou todo o tórax, sendo reduzida ou ausente;
- A carapaça não recobre os apêndices;
- A posição de abertura dos gonópodes é fixa (sendo no sexto tarcômero nas fêmeas e no oitavo nos machos);
- Estômago com câmaras cárdica e pilórica para trituração, hidrólise e filtração;
- Alguns grupos apresentam estatocistos, que podem ser totalmente fechados e conter um estatólito secretado, como ocorre em misídeos e em alguns isópodes, ou podem ser abertos ao exterior por meio de um poro diminuto e conter um estatólito formado por grãos de areia, como ocorre em muitos decápodes.

## Filogenia

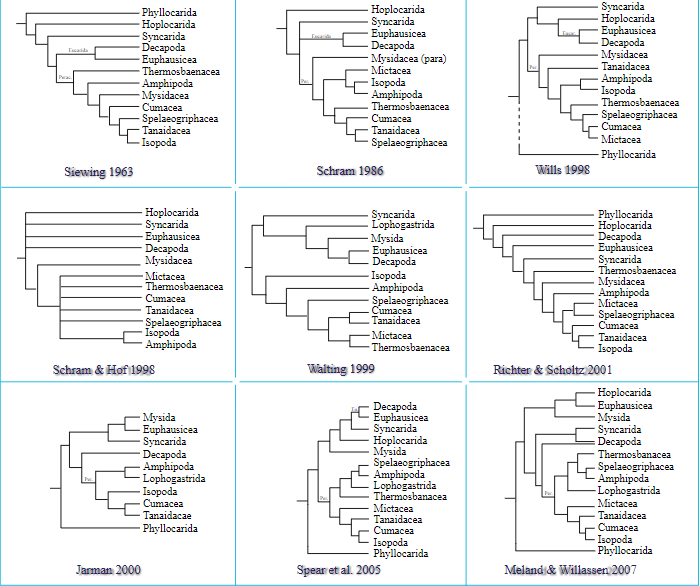
Conjunto de filogenias de Malacostraca ao longo do tempo. Baseado especialmente no artigo Phylogenetic analysis of the Malacostraca (Crustacea).

Atualmente a classe Malacostraca é amplamente aceita como monofilética, porém a relação entre as ordens que compõem a classe não são inteiramente compreendidas devido à grande variedade morfológica entre os grupos, e por isso, as relações filogenéticas dos principais táxons ainda estão em debate. Alguns estudos baseados em análises moleculares estão sendo realizados para compreender esse clado resultando, por vezes, em filogenias com baixo suporte morfológico. Para a total compreensão do clado e a elaboração de uma árvore filogenética robusta é necessário ir além das técnicas moleculares mais conhecidas (sequência mitocondrial e DNA ribossomal).
Os Malacostracos foram introduzidos em 1802 por Latreille e inicialmente não incluíam o grupo dos Leptostracos e foi somente em 1888, após os estudos de Claus, que a ordem Leptostraca foi aceita como parte de Malacostraca.
Essa enorme disparidade morfológica existente entre os grupos, é a grande questão que circunda a filogenia de Malacostraca, sendo que muitos estudos foram realizados com o intuito de elucidar as relações filogenéticas entre os grupos, gerando diferentes árvores filogenéticas que, em geral, não concordavam entre si, a depender dos caracteres analisados. Entretanto, análises feitas com o genoma mitocondrial suportam a monofilia de Brachyura, Caridea, Euphausiacea, Penaeidae e Stomatopoda. Essas análises, também suportam uma relação entre Euphausiacea e Decapoda.
Ainda assim, a relação entre os membros desta classe ainda não foi totalmente resolvida, sendo que existem dúvidas até mesmo em relação à sua posição dentre os crustáceos, sendo sugerido, por vezes, que os Malacostracos seriam grupo-irmão de Insecta.
Em 1893, Hansen criou a base para a classificação mais aceita até hoje distinguindo três táxons dentro de Eumalacostraca: o primeiro compreendendo Mysidacea, Cumacea, Isopoda e Amphipoda, o segundo Euphausiacea e Decapoda, e o terceiro os Stomatopoda. Já entre 1904 e 1909, Calman criou três novas divisões, Peracarida (Mysidacea, Cumacea, Tanaidacea, Isopoda e Amphipoda), Eucarida (Euphausiacea e Decapoda) e Hoplocarida (Stomatopoda). Essas três novas divisões, juntamente com Syncarida, constituem os Eumalacostraca, em oposição à ordem Leptostraca. As ordens Thermosbaenacea, Mictacea, e Spelaeogriphacea (da superodem Peracarida) foram descobertas mais recentemente.
Hessler em 1983 estabeleceu o táxon “Caridoida” para todos os Eumalacostraca com exceção de Stomatopoda e deu algum suporte para este táxon. E, embora essa classificação não seja mais utilizada, naquela época, Hessler queria defender o termo "faces caridóides”, termo que foi cunhado por Calman e incluía uma série de características relacionadas a esse táxon, como: carapaça que envolve a região torácica; olhos móveis; primeira antena birreme; exopodito natatório nos membros torácicos; abdômen alongado, ventralmente flexível; leque caudal formado por urópodes.
Em 1998, Wills apresentou uma análise de todo o grupo Crustacea, e concluiu que Malacostraca não é monofilético. Entretanto, atualmente os pesquisadores estão de acordo com a monofilia dos Malacostracos, e isto raramente tem sido questionado.
As relações entre as linhagens de Eumalacostraca e até mesmo entre os Eucarida estão longe de serem definidas e têm ocupado várias gerações de zoólogos com debates acirrados. Alguns pesquisadores, entretanto, estão de acordo com a monofilia da superordem Eucarida e também com a da superordem Syncarida. E existem dúvidas se os Hoplocarida são membros dos Eumalacostraca ou se merecem ter sua própria subclasse, sendo que Stomatopoda é a única ordem vivente dentro dos Hoplocaridas, as demais ordens foram extintas.
Dentro da subclasse Phyllocarida, resta apenas uma ordem vivente, sendo essa a ordem Leptostraca, as outras duas ordens que faziam parte de Phyllocarida foram extintas. Acredita-se que os Leptostracos sejam os representantes mais velhos de Malacostraca e a sua inclusão dentro desta classe tem sido apoiada por evidências moleculares.
Alguns pesquisadores sugeriram abandonar o táxon “Peracarida” ou pelo menos revisá-lo (como sugeriu Dahl em 1983) já que as relações entre os seus diferentes grupos são muito controversas. Já a ordem Amphipoda permanece, em parte, sem resolução filogenética entre os seus representantes, embora muitos trabalhos foram dedicados a esse grupo. A ordem Mysida por vezes é tratada como tal e por vezes como grupo separado de Peracarida. Entre 1997 e 1998, Spears e Abele sugeriram, com base em dados moleculares, que os grupos dentro de Mysida não seriam monofiléticos, hipótese que foi sugerida anteriormente por Dahl em 1983, e outros pesquisadores, todos baseados em características morfológicas. Em relação aos Isópodes, ainda permanece controverso qual táxon seria o seu grupo irmão.
| Peracarida | \| \| Mysida \| \| \| \| \| \| Lophogastrida \| \| \| \| \| \| Cumacea \| \| \| \| \| \| Tanaidacea \| \| \| \| \| \| Mictacea \| \| \| \| \| \| Spelaeogriphacea \| \| \| \| \| \| Thermosbaenacea \| \| \| \| \| \| Isopoda \| \| \| \| \| \| Amphipoda \| \| \| \| |
|            | \| \| Mysida \| \| \| \| \| \| Lophogastrida \| \| \| \| \| \| Cumacea \| \| \| \| \| \| Tanaidacea \| \| \| \| \| \| Mictacea \| \| \| \| \| \| Spelaeogriphacea \| \| \| \| \| \| Thermosbaenacea \| \| \| \| \| \| Isopoda \| \| \| \| \| \| Amphipoda \| \| \| \| |
|            | Mysida |
|            | |
|            | Lophogastrida |
|            | |
|            | Cumacea |
|            | |
|            | Tanaidacea |
|            | |
|            | Mictacea |
|            | |
|            | Spelaeogriphacea |
|            | |
|            | Thermosbaenacea |
|            | |
|            | Isopoda |
|            | |
|            | Amphipoda |
|            | |

|  | Mysida           |
|  |                  |
|  | Lophogastrida    |
|  |                  |
|  | Cumacea          |
|  |                  |
|  | Tanaidacea       |
|  |                  |
|  | Mictacea         |
|  |                  |
|  | Spelaeogriphacea |
|  |                  |
|  | Thermosbaenacea  |
|  |                  |
|  | Isopoda          |
|  |                  |
|  | Amphipoda        |
|  |                  |

|          | Euphausiacea                                                    |
|          |                                                                 |
|          | Amphionidacea                                                   |
|          |                                                                 |
| Decapoda | \| \| Dendobranchiata \| \| \| \| \| \| Pleocyemata \| \| \| \| |
|          | \| \| Dendobranchiata \| \| \| \| \| \| Pleocyemata \| \| \| \| |
|          | Dendobranchiata                                                 |
|          |                                                                 |
|          | Pleocyemata                                                     |
|          |                                                                 |

|  | Dendobranchiata |
|  |                 |
|  | Pleocyemata     |
|  |                 |

|  | Anaspidacea   |
|  |               |
|  | Bathynellacea |
|  |               |

| Peracarida | \| \| Mysida \| \| \| \| \| \| Lophogastrida \| \| \| \| \| \| Cumacea \| \| \| \| \| \| Tanaidacea \| \| \| \| \| \| Mictacea \| \| \| \| \| \| Spelaeogriphacea \| \| \| \| \| \| Thermosbaenacea \| \| \| \| \| \| Isopoda \| \| \| \| \| \| Amphipoda \| \| \| \| |
|            | \| \| Mysida \| \| \| \| \| \| Lophogastrida \| \| \| \| \| \| Cumacea \| \| \| \| \| \| Tanaidacea \| \| \| \| \| \| Mictacea \| \| \| \| \| \| Spelaeogriphacea \| \| \| \| \| \| Thermosbaenacea \| \| \| \| \| \| Isopoda \| \| \| \| \| \| Amphipoda \| \| \| \| |
|            | Mysida |
|            | |
|            | Lophogastrida |
|            | |
|            | Cumacea |
|            | |
|            | Tanaidacea |
|            | |
|            | Mictacea |
|            | |
|            | Spelaeogriphacea |
|            | |
|            | Thermosbaenacea |
|            | |
|            | Isopoda |
|            | |
|            | Amphipoda |
|            | |

|  | Mysida           |
|  |                  |
|  | Lophogastrida    |
|  |                  |
|  | Cumacea          |
|  |                  |
|  | Tanaidacea       |
|  |                  |
|  | Mictacea         |
|  |                  |
|  | Spelaeogriphacea |
|  |                  |
|  | Thermosbaenacea  |
|  |                  |
|  | Isopoda          |
|  |                  |
|  | Amphipoda        |
|  |                  |

|          | Euphausiacea                                                    |
|          |                                                                 |
|          | Amphionidacea                                                   |
|          |                                                                 |
| Decapoda | \| \| Dendobranchiata \| \| \| \| \| \| Pleocyemata \| \| \| \| |
|          | \| \| Dendobranchiata \| \| \| \| \| \| Pleocyemata \| \| \| \| |
|          | Dendobranchiata                                                 |
|          |                                                                 |
|          | Pleocyemata                                                     |
|          |                                                                 |

|  | Dendobranchiata |
|  |                 |
|  | Pleocyemata     |
|  |                 |

|  | Anaspidacea   |
|  |               |
|  | Bathynellacea |
|  |               |

| Peracarida | \| \| Mysida \| \| \| \| \| \| Lophogastrida \| \| \| \| \| \| Cumacea \| \| \| \| \| \| Tanaidacea \| \| \| \| \| \| Mictacea \| \| \| \| \| \| Spelaeogriphacea \| \| \| \| \| \| Thermosbaenacea \| \| \| \| \| \| Isopoda \| \| \| \| \| \| Amphipoda \| \| \| \| |
|            | \| \| Mysida \| \| \| \| \| \| Lophogastrida \| \| \| \| \| \| Cumacea \| \| \| \| \| \| Tanaidacea \| \| \| \| \| \| Mictacea \| \| \| \| \| \| Spelaeogriphacea \| \| \| \| \| \| Thermosbaenacea \| \| \| \| \| \| Isopoda \| \| \| \| \| \| Amphipoda \| \| \| \| |
|            | Mysida |
|            | |
|            | Lophogastrida |
|            | |
|            | Cumacea |
|            | |
|            | Tanaidacea |
|            | |
|            | Mictacea |
|            | |
|            | Spelaeogriphacea |
|            | |
|            | Thermosbaenacea |
|            | |
|            | Isopoda |
|            | |
|            | Amphipoda |
|            | |

|  | Mysida           |
|  |                  |
|  | Lophogastrida    |
|  |                  |
|  | Cumacea          |
|  |                  |
|  | Tanaidacea       |
|  |                  |
|  | Mictacea         |
|  |                  |
|  | Spelaeogriphacea |
|  |                  |
|  | Thermosbaenacea  |
|  |                  |
|  | Isopoda          |
|  |                  |
|  | Amphipoda        |
|  |                  |

|          | Euphausiacea                                                    |
|          |                                                                 |
|          | Amphionidacea                                                   |
|          |                                                                 |
| Decapoda | \| \| Dendobranchiata \| \| \| \| \| \| Pleocyemata \| \| \| \| |
|          | \| \| Dendobranchiata \| \| \| \| \| \| Pleocyemata \| \| \| \| |
|          | Dendobranchiata                                                 |
|          |                                                                 |
|          | Pleocyemata                                                     |
|          |                                                                 |

|  | Dendobranchiata |
|  |                 |
|  | Pleocyemata     |
|  |                 |

|  | Anaspidacea   |
|  |               |
|  | Bathynellacea |
|  |               |

| Peracarida | \| \| Mysida \| \| \| \| \| \| Lophogastrida \| \| \| \| \| \| Cumacea \| \| \| \| \| \| Tanaidacea \| \| \| \| \| \| Mictacea \| \| \| \| \| \| Spelaeogriphacea \| \| \| \| \| \| Thermosbaenacea \| \| \| \| \| \| Isopoda \| \| \| \| \| \| Amphipoda \| \| \| \| |
|            | \| \| Mysida \| \| \| \| \| \| Lophogastrida \| \| \| \| \| \| Cumacea \| \| \| \| \| \| Tanaidacea \| \| \| \| \| \| Mictacea \| \| \| \| \| \| Spelaeogriphacea \| \| \| \| \| \| Thermosbaenacea \| \| \| \| \| \| Isopoda \| \| \| \| \| \| Amphipoda \| \| \| \| |
|            | Mysida |
|            | |
|            | Lophogastrida |
|            | |
|            | Cumacea |
|            | |
|            | Tanaidacea |
|            | |
|            | Mictacea |
|            | |
|            | Spelaeogriphacea |
|            | |
|            | Thermosbaenacea |
|            | |
|            | Isopoda |
|            | |
|            | Amphipoda |
|            | |

|  | Mysida           |
|  |                  |
|  | Lophogastrida    |
|  |                  |
|  | Cumacea          |
|  |                  |
|  | Tanaidacea       |
|  |                  |
|  | Mictacea         |
|  |                  |
|  | Spelaeogriphacea |
|  |                  |
|  | Thermosbaenacea  |
|  |                  |
|  | Isopoda          |
|  |                  |
|  | Amphipoda        |
|  |                  |

|          | Euphausiacea                                                    |
|          |                                                                 |
|          | Amphionidacea                                                   |
|          |                                                                 |
| Decapoda | \| \| Dendobranchiata \| \| \| \| \| \| Pleocyemata \| \| \| \| |
|          | \| \| Dendobranchiata \| \| \| \| \| \| Pleocyemata \| \| \| \| |
|          | Dendobranchiata                                                 |
|          |                                                                 |
|          | Pleocyemata                                                     |
|          |                                                                 |

|  | Dendobranchiata |
|  |                 |
|  | Pleocyemata     |
|  |                 |

|  | Anaspidacea   |
|  |               |
|  | Bathynellacea |
|  |               |

## Reprodução e ciclo de vida

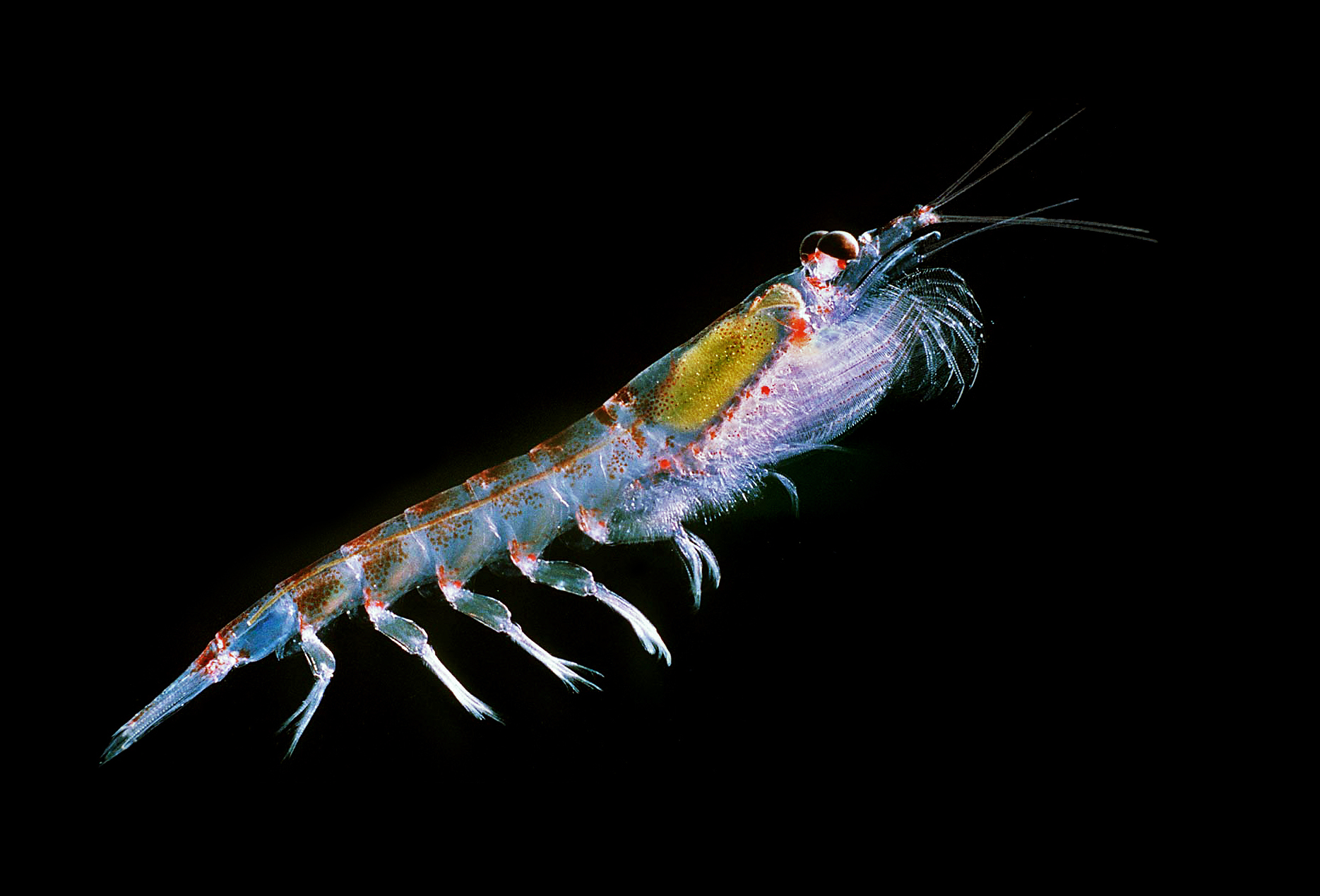
Antactic Krill (Euphausia superba)

Algumas características gerais com relação ao modo de reprodução podem ser citadas para os táxons em geral. Com relação ao tipo de desenvolvimento ou tipo larval na eclosão, Phyllocarida, Syncarida, Peracarida e alguns Decápodes apresentam desenvolvimento direto, enquanto Amphionidacea, Hoplocarida e Euphausiacea e outros Decápodes apresentam desenvolvimento indireto, sendo que apenas Euphausiacea apresenta um náuplio enquanto os demais apresentam uma larva zoé (modificada em Amphionidacea). Nos Dendrobranchiata (Decapoda) também ocorre a fase de náuplio.

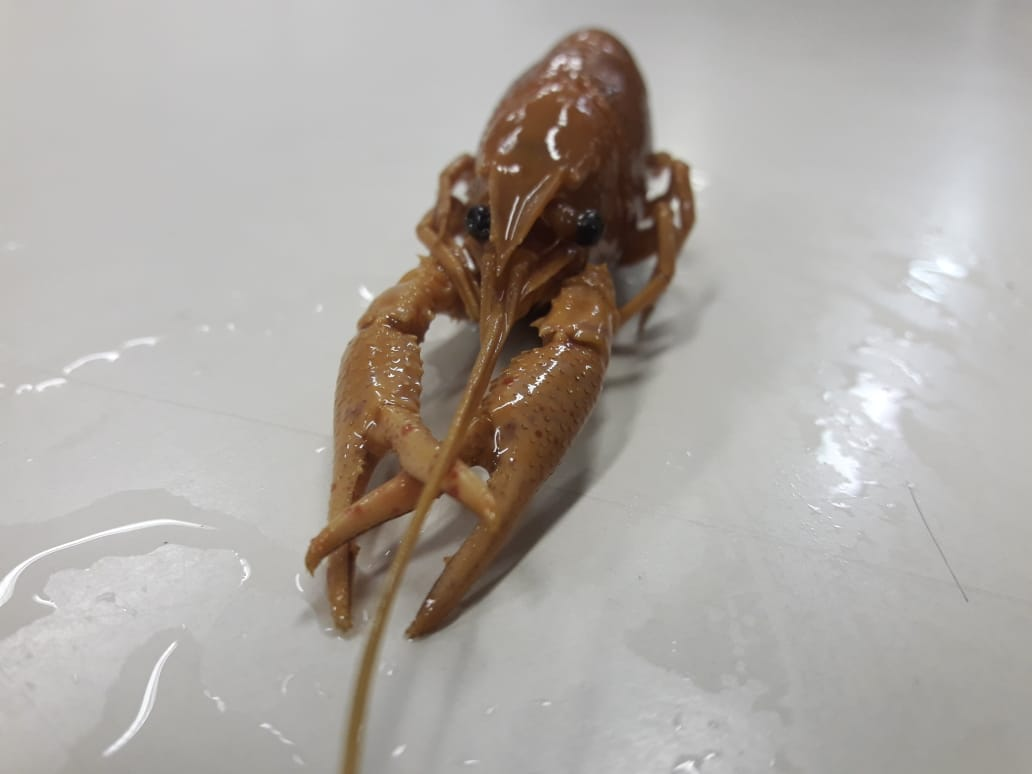
Lagostim de água doce. Procambarus clarkii (Pleocyemata, Astacidea)

Nenhum grupo dentro de Malacostraca é hermafrodita, com exceção de Decapoda que pode, raramente, apresentar algumas espécies hermafroditas. Portanto, no geral, todos são gonocorísticos.
Algumas outras características mais detalhadas são encontradas abaixo:
- Phyllocarida: passam por desenvolvimento direto na bolsa de incubação da fêmea e emergem como um estágio pós larval/pré-juvenil conhecido como “manca”.
- Hoplocarida: incubam os ovos ou os depositam em galerias e estes eclodem tardiamente como larvas pseudozoés com quela, ou precocemente como larvas antizoés sem quelas. Os dois tipos de larvas passam por mudas e formam larvas erictus bem-definidas, antes de se assentarem ao fundo como formas pós-larvais ou juvenis.
- Syncarida: foram perdidos todos os estágios larvais livres, sendo que os ovos são depositados no substrato.
- Peracarida: os embriões são incubados no marsúpio da fêmea, que é formado a partir das placas conhecidas como oostegitos e são, geralmente liberados na forma de mancas.
- Euphausiacea: os embriões são espalhados ou incubados por pouco tempo.
- Amphionidacea: os ovos são incubados na bolsa de incubação da fêmea e a eclosão provavelmente ocorre à medida que os ovos flutuam para cima depois da liberação, como uma larva anfíon que sofre diversas metamorfoses gradativas até a forma adulta.
- Decapoda: os Dendrobranquiatos dispersam seus embriões para eclodir na água na forma de náuplio ou pré-zoés. Todos os outros incubam seus embriões, que não eclodem até um estágio pré-zoeal ou zoeal.Caranguejo ermitão (Decapoda, Anomura) ocupando a concha de um gastrópode.

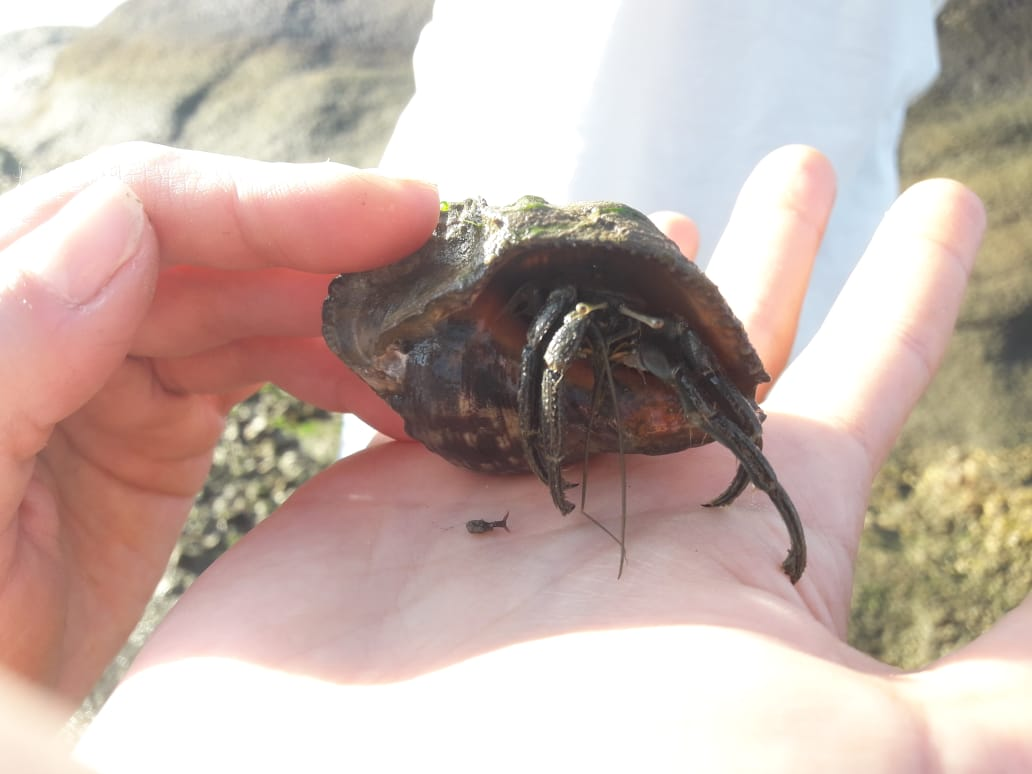
Caranguejo ermitão (Decapoda, Anomura) ocupando a concha de um gastrópode.

## Ecologia

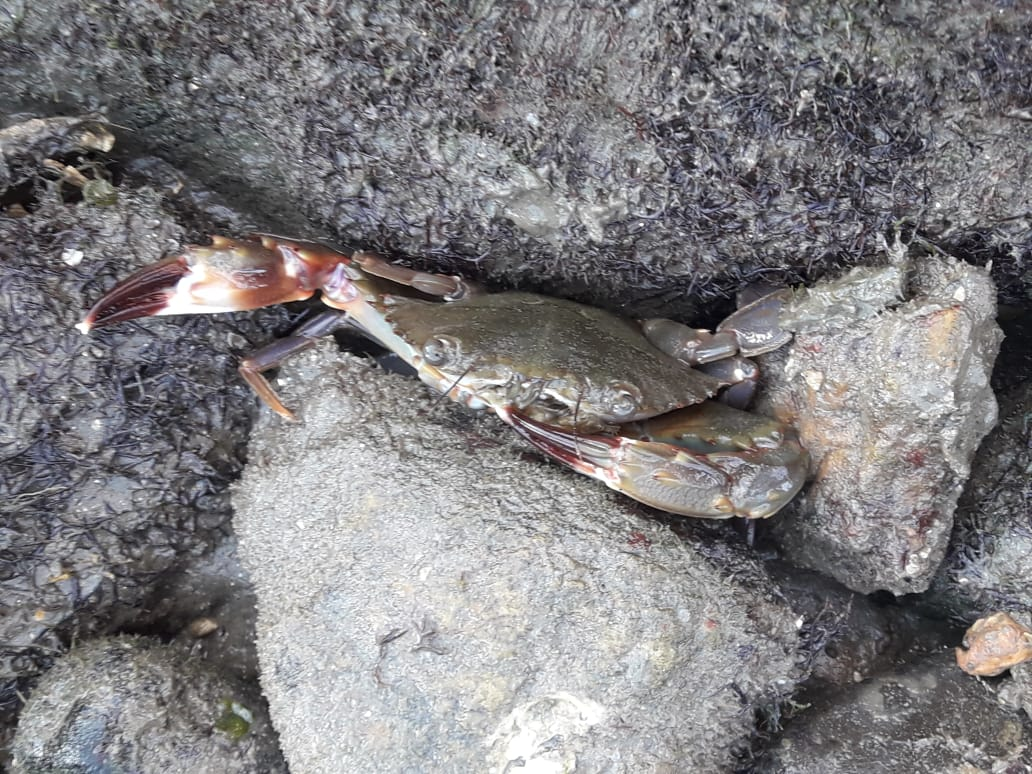
Callinectes sp em seu habitat natural.

Os Malacostracos vivem em habitats diversos, especialmente marinhos e de água doce, onde possuem ampla abundância. Algumas espécies ocupam ambientes extremos de fontes termais, com temperaturas em torno de 50 °C. Existem ainda, três ordens com representantes terrestres ou semi-terrestres, que são Amphipoda (alguns representantes da família Talitridae), Isopoda (como os tatuzinhos-de-jardim) e Decapoda (alguns caranguejos). Os hábitos alimentares variam muito entre os grupos, existindo espécies suspensívoras, predadoras, herbívoras, detritívoras ou carnívoras. Algumas espécies são gegrárias e outras solitárias, podendo viver no fundo do mar ou na região pelágica, nas mais diversas profundidades.

## Distribuição

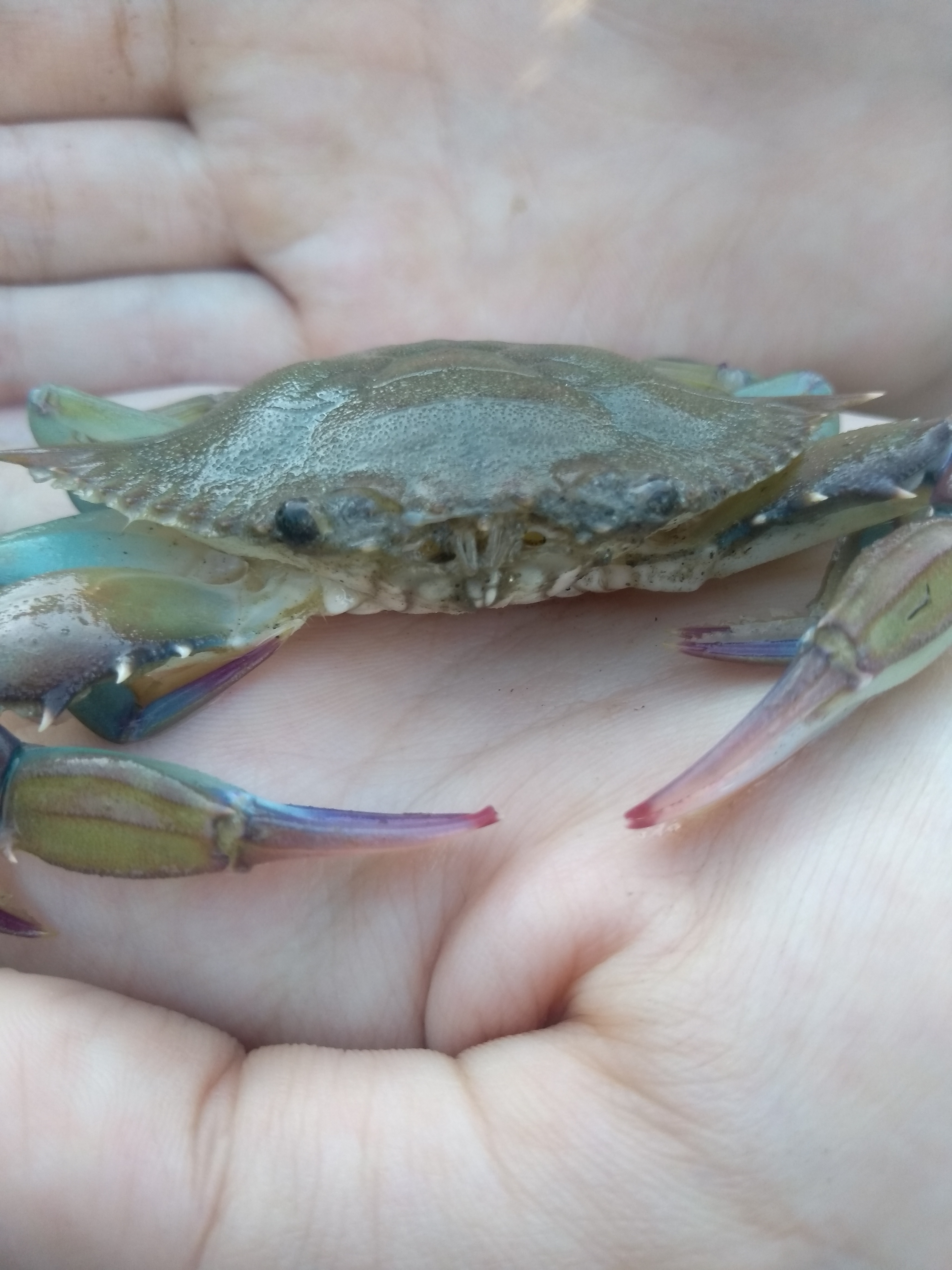
Callinectes sapidus, Siri-Azul

De maneira geral, os Malacostracos possuem uma ampla distribuição mundial, nos mais variados ambientes, devido à sua grande riqueza de espécies, sendo considerada uma das classes mais diversas na natureza. Abaixo trataremos da distribuição de alguns grupos mais especificamente.
Entre os Leptostraca, o gênero Nebalia é o mais bem estudado e suas espécies ocorrem todos os oceanos do mundo, com registros em ambas as costas da América do Norte e nas proximidades do Mar Egeu, por exemplo.
Na subclasse dos Eumalacostraca, temos a ordem Stomatopoda com ampla distribuição em mares tropicais. Syncarida com distribuições quase globais, com exceção da Antártida. Entre os Decápodes, por possuírem muitos representantes, é esperado que sua distribuição seja extremamente ampla por todo o mundo. O camarão branco e o camarão rosa, espécies bem exploradas pela pesca, por exemplo, estão amplamente distribuídos pela costa leste dos Estados Unidos da América. Outras espécies podem ser encontradas distribuídas amplamente, desde o polo sul ao polo norte, como o siri-azul comestível (Callinectes sapidus).
Já os Euphausiacea tendem a ter uma distribuição cosmopolita e cerca de ⅔ das espécies conhecidas ocorrem em todos os oceanos. Qualquer região oceânica considerada comporta tipicamente muitas espécies utilizando recursos que são muito semelhantes.
Entre os Isópodes marinhos, temos a barata-do-mar (Ligia oceanica), muito comum na costa brasileira, mas possuindo distribuição em diferentes regiões do globo, especialmente no hemisfério norte, na costa leste dos EUA e em toda a Europa.

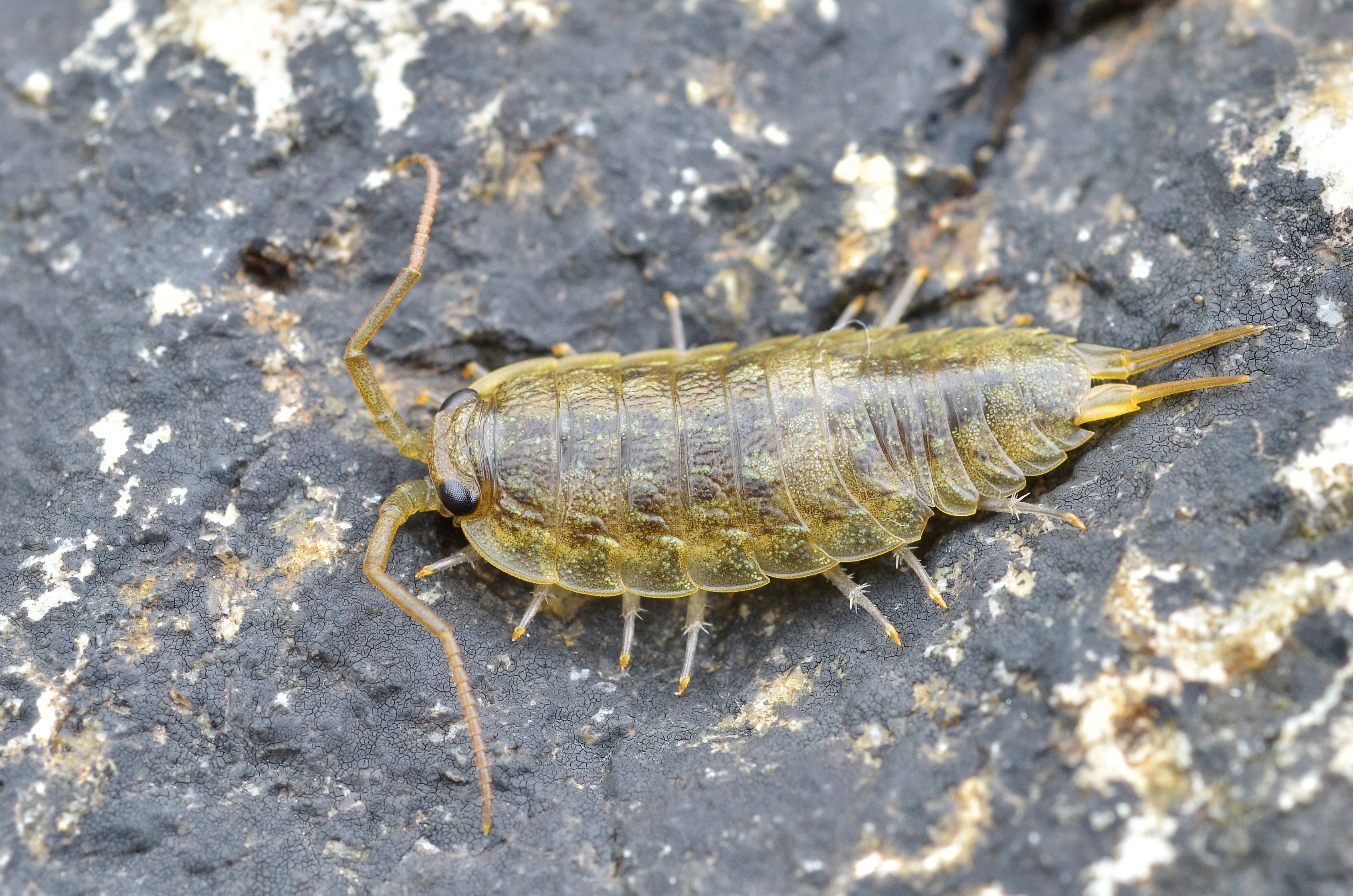
Ligia oceanica, Barata-do-mar

## Importância econômica
Em vista da grande diferenciação atual das espécies de crustáceos, os representantes dos Malacostracos exercem um grande papel na vida humana. Desempenham papéis ecológicos importantes em suas teias alimentares e também servem de alimento ou parasitam outras espécies importantes economicamente.
Muitas espécies são significativos itens de pesca para diversos países, fornecendo recursos para usos em indústrias farmacêutica e cosmética, na agricultura e medicina.
Entretanto é na indústria alimentícia que ocorre o principal uso desses animais pelos seres humanos, sendo que grandes indústrias se baseiam em torno da captura ou cultivo de lagostas, siris, camarões e caranguejos, por exemplo. Também existe um comércio relativo ao fornecimento desses animais para aquários, ou ainda para serem usados como alimentos para peixes e anfíbios. Juntos, os Malacostracos fornecem mais comida para os seres humanos do que todos os outros grupos de invertebrados juntos.

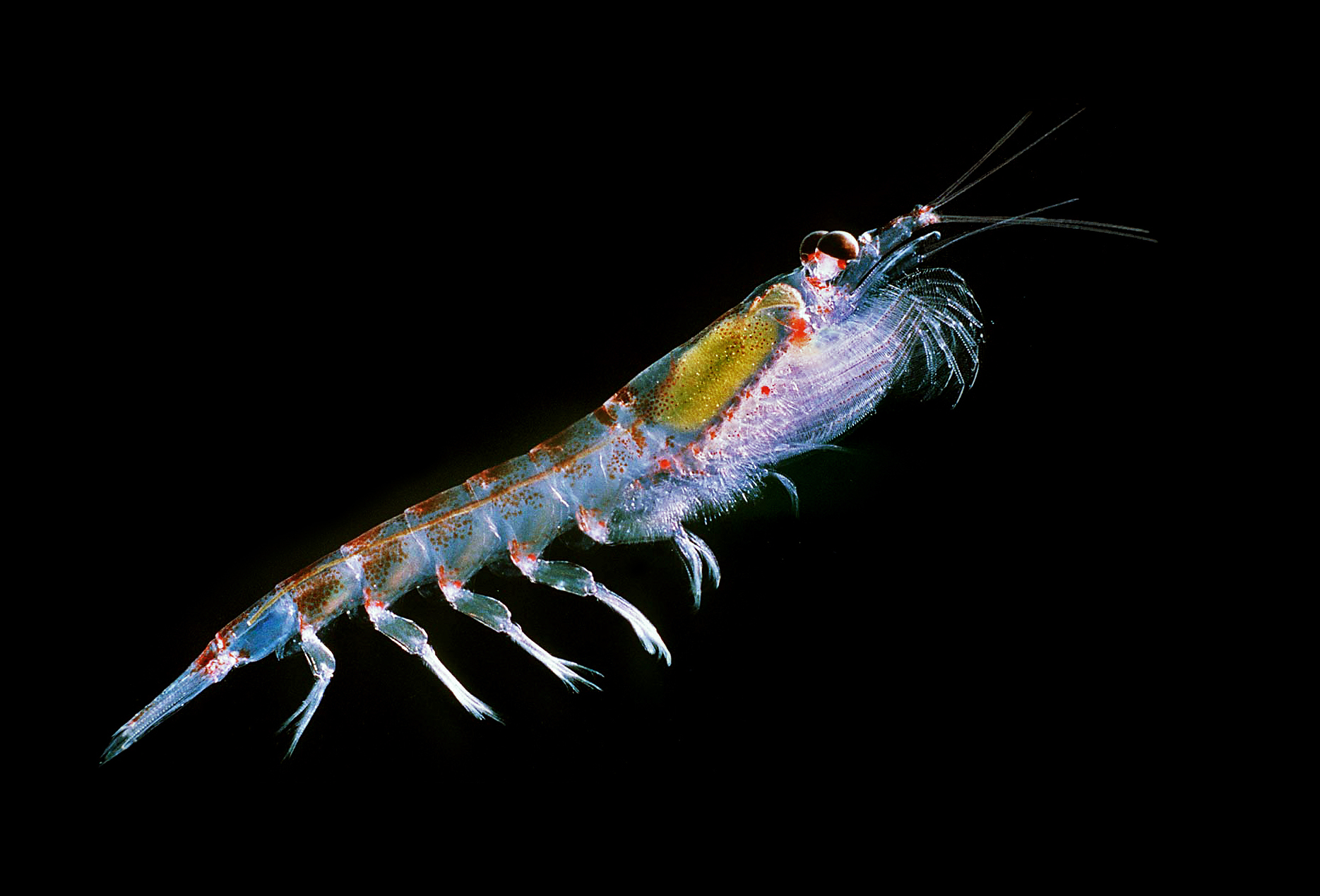
Krill (Euphausiacea)

Os Decápodes possuem os representantes mais conhecidos popularmente justamente devido à exploração comercial exercida sobre essa ordem, já que muitos são comestíveis e altamente consumidos. Os camarões, por exemplo, são responsáveis pela maior e mais valiosa pesca de crustáceos do mundo. Enquanto os caranguejos das infraordens Branchyura e Anomura possuem grandes áreas de pesca marinha em vários oceanos. Além disso, existem várias espécies de lagostas que são exploradas comercialmente em distintas partes do mundo devido ao seu alto valor econômico. A ordem Euphausiacea, representada em especial pelo krill, também desempenha um importante aspecto econômico. A maior demanda atual destes animais vem da indústria da aquicultura, pois o krill é uma opção de alimento (ração) para peixes de interesse econômico, como o salmão, devido ao seu alto conteúdo nutricional.